# Дьяченко, Екатерина Владимировна
Екатери́на Влади́мировна Дьяче́нко (род. 31 августа 1987 года, Ленинград, СССР) — российская фехтовальщица-саблистка, чемпионка Олимпийских игр в Рио-де-Жанейро (2016) в командном турнире (вместе с Яной Егорян, Софьей Великой и Юлией Гавриловой), трёхкратная чемпионка мира, пятикратная чемпионка Европы. Сестра фехтовальщика Алексея Дьяченко. Дочь заслуженного тренера Российской Федерации фехтовальщика-саблиста Владимира Владимировича Дьяченко, который и был её тренером. В 2019 году завершила спортивную карьеру.

## Награды
- Орден Дружбы (25 августа 2016 года) — за высокие спортивные достижения на Играх XXXI Олимпиады 2016 года в городе Рио-де-Жанейро (Бразилия), проявленные волю к победе и целеутремленность[3].